# Dizy (Frankrijk)
Dizy is een gemeente in het Franse departement Marne (regio Grand Est). De plaats maakt deel uit van het arrondissement Épernay. Dizy telde op 1 januari 2022 1.485 inwoners.

## Geografie
De oppervlakte van Dizy bedroeg op 1 januari 2022 3,23 vierkante kilometer; de bevolkingsdichtheid was toen 459,8 inwoners per km².

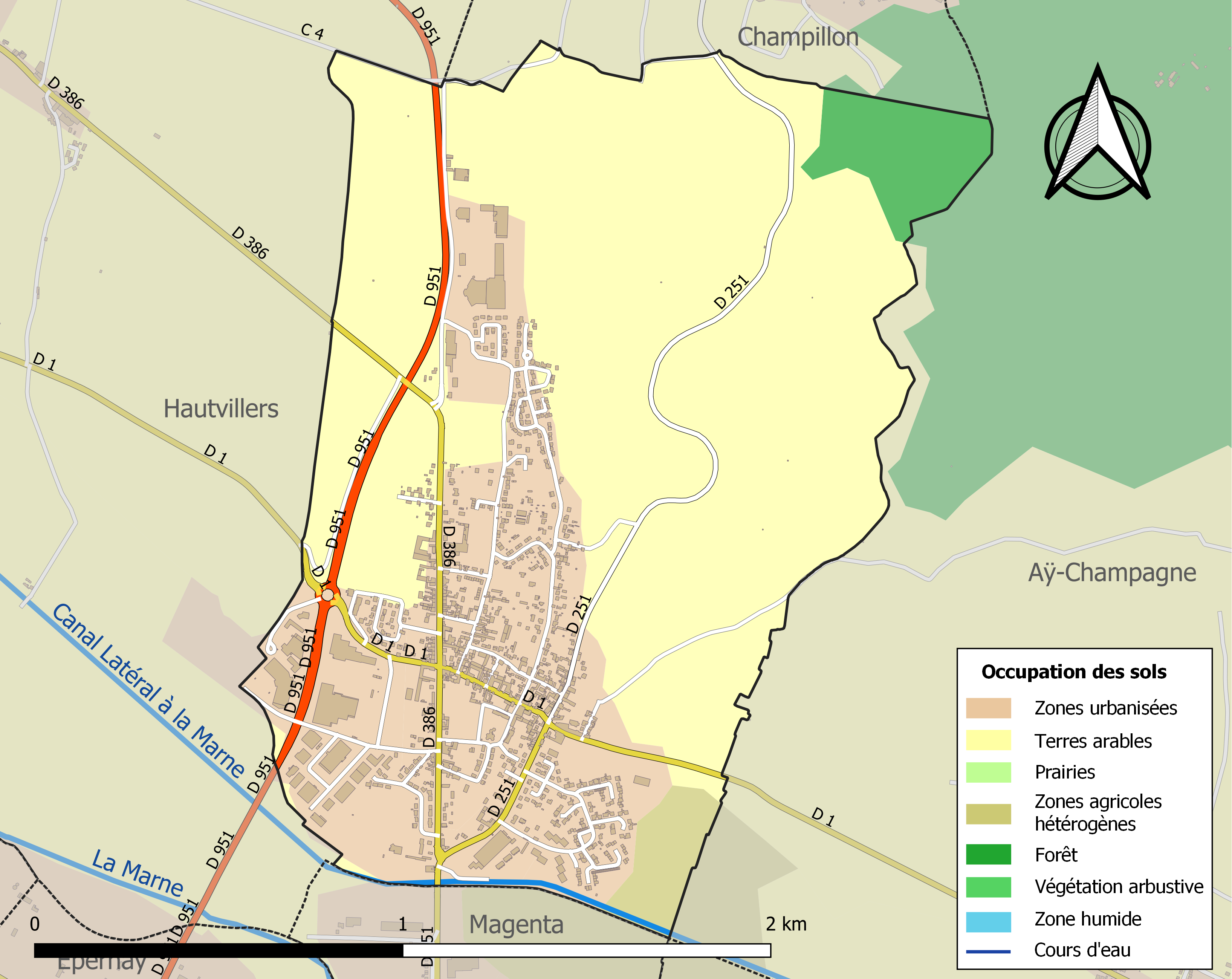
Kaart van de gemeente met de belangrijkste infrastructuur, bodemgebruik en omliggende gemeenten

## Demografie
Onderstaande figuur toont het verloop van het inwonertal (bron: INSEE-tellingen).